# Vacuna

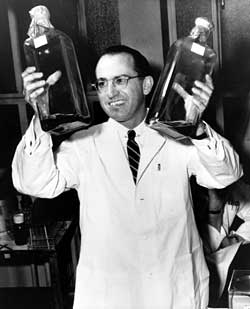
Jonas Salk en 1955 sosteniendo dos botellas de cultivo usadas para desarrollar la vacuna contra la polio.

Una vacuna es una preparación destinada a generar inmunidad adquirida contra una enfermedad, mediante la estimulación  de la producción de anticuerpos. Normalmente una vacuna contiene un agente que se asemeja a un microorganismo causante de la patología y a menudo se hace a partir de formas debilitadas o muertas del microbio, sus toxinas o una de sus proteínas de superficie. El agente estimula el sistema inmunológico del cuerpo a reconocer al agente como una amenaza, destruirla y guardar un registro de este, de modo que el sistema inmune puede reconocer y destruir más fácilmente cualquiera de estos microorganismos que encuentre más adelante.
La administración de una vacuna se llama vacunación. La efectividad de las vacunaciones ha sido ampliamente estudiada y confirmada; por ejemplo, la vacuna contra la gripe, la vacuna contra el VPH y la vacuna contra la varicela. La vacunación es el método más eficaz de prevenir las enfermedades infecciosas; la inmunidad generalizada debido a la vacunación es en gran parte responsable de la erradicación mundial de la viruela y la restricción de enfermedades como la poliomielitis, el sarampión y el tétanos en la mayor parte del mundo. La Organización Mundial de la Salud (OMS) informa que las vacunas autorizadas están disponibles actualmente para prevenir o contribuir a la prevención y control de veinticinco infecciones.
Los términos vacuna y vacunación derivan de variola vaccinae (viruela de la vaca), término acuñado por Edward Jenner para denotar la viruela bovina. Lo utilizó en 1798 en su obra Una investigación sobre las causas y los efectos de las variolae vaccinae (viruela bovina), en la que describió el efecto protector de la viruela bovina contra la viruela humana. En 1881, en honor a Jenner, Louis Pasteur propuso que los términos deben ampliarse para cubrir las nuevas inoculaciones de protección que entonces se estaban desarrollando.

## Tipos

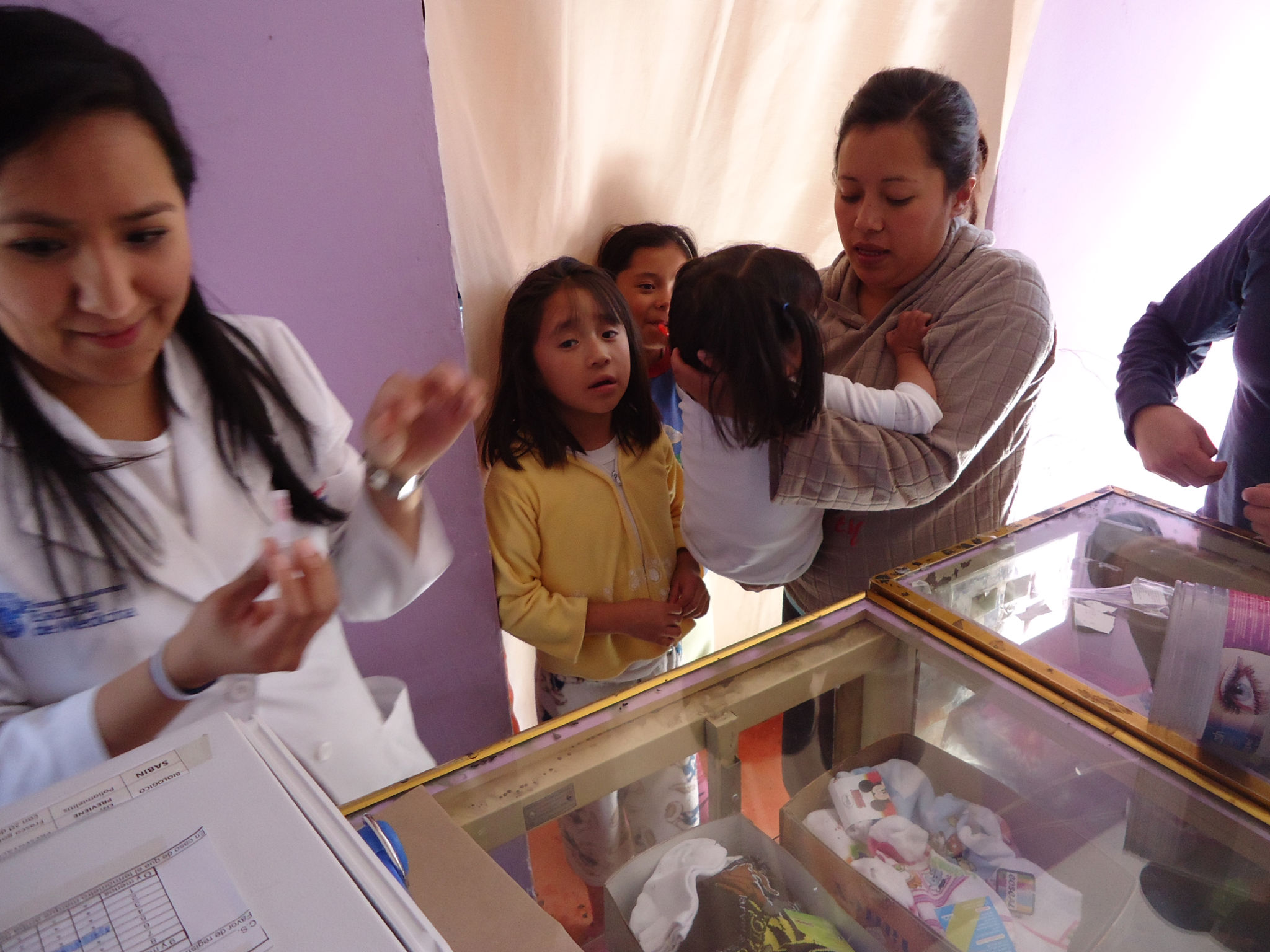
Campaña de vacunación en México.

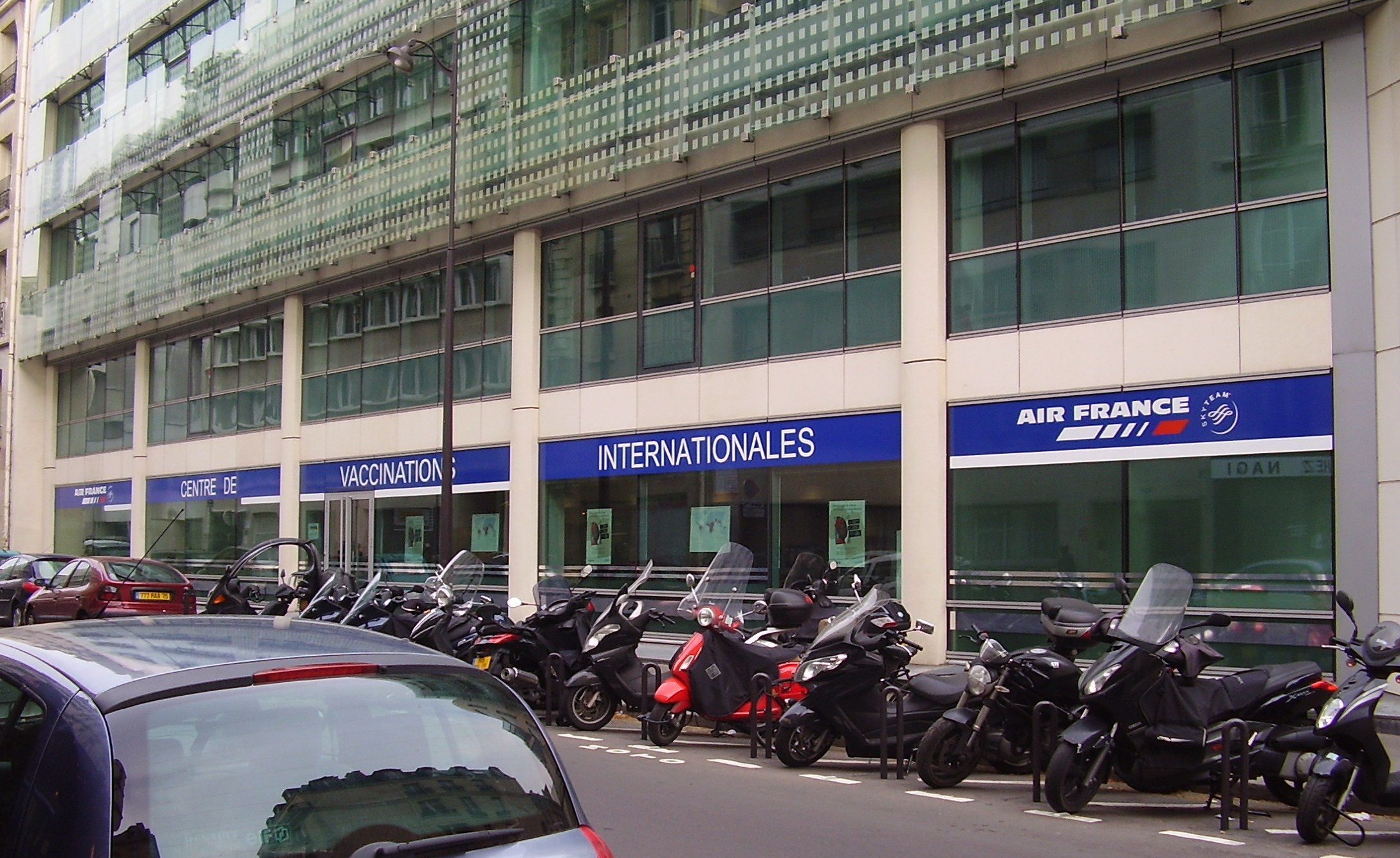
Centro de vacunación de Air France, VII Distrito de París.

Las vacunas pueden estar compuestas de bacterias —que se las suele llamar bacterianas— o de virus que han sido criados con tal fin, ya sea atenuándolos o inactivándolos. También pueden crearse a partir de las toxinas que producen esas bacterias o virus, o con partes de ellos que sirven para que el cuerpo las identifique sin causarle daño. Existen cuatro tipos de vacunas principales:
- Vivas atenuadas: microorganismos que han sido cultivados expresamente bajo condiciones en las cuales pierden o atenúan sus propiedades patógenas. Suelen provocar una respuesta inmunológica más duradera y son las más usuales en los adultos. Esto se debe a que el microorganismo, aunque está debilitado, no se encuentra inactivado y crea una ligera infección que es combatida de forma natural por el sistema inmune. El inconveniente es que al tener el agente patógeno vivo, puede provocar la enfermedad en personas inmunodeprimidas o con problemas de salud graves. Entre las vacunas de este tipo se encuentran las de la fiebre amarilla, sarampión, rubéola, paperas o varicela.

- Inactivadas: microorganismos dañinos que han sido tratados con productos químicos o calor causando la muerte del patógeno, pero manteniendo su estructura. Este tipo de vacunas activa el sistema inmune, pero el agente dañino no ataca al huésped y es incapaz de reproducirse, ya que se encuentra inactivo. Esto genera menos efectos secundarios causados por el agente patógeno. La inmunidad generada de esta forma es de menor intensidad y suele durar menos tiempo, por lo que este tipo de vacuna suele requerir más dosis (dosis de refuerzo). Ejemplos de este tipo son las vacunas de la gripe (algunas), rabia o la hepatitis A.

- Toxoides: son componentes tóxicos inactivados procedentes de microorganismos, en casos donde esos componentes son los que de verdad provocan la enfermedad, en lugar del propio microorganismo. Estos componentes se podrían inactivar con formaldehído, por ejemplo. En este grupo se pueden encontrar el tétanos y la difteria.

- Subunidades, recombinantes, polisacáridas y combinadas: utilizan partes específicas del germen, como su proteína, polisacáridos o cápsula (carcasa que rodea al germen). Dado que las vacunas solo utilizan partes específicas del germen, ofrecen una respuesta inmunitaria muy fuerte dirigida a partes claves del germen. También se pueden utilizar en prácticamente cualquier persona que las necesite, incluso en personas con sistemas inmunitarios debilitados o problemas de salud a largo plazo. Normalmente estas vacunas necesitan dosis de refuerzo para tener protección continua contra las enfermedades. Entre las vacunas de este tipo están las de Haemophilus influenzae del tipo B (también conocido como bacilo de Pfeiffer), hepatitis B o el virus del papiloma humano.

Hoy día se están desarrollando y probando nuevos tipos de vacunas:
- Vector recombinante: combinando la membrana y orgánulos de un microorganismo dado y el ADN de otro distinto, la inmunidad puede ser creada contra enfermedades que tengan complicados procesos de infección. Los esfuerzos para crear vacunas contra las enfermedades infecciosas, así como inmunoterapias para el cáncer, enfermedades autoinmunes y alergias han utilizado una variedad de sistemas de expresión heteróloga, incluyendo vectores virales y bacterianos, así como construcciones recombinantes de ADN y ARN.[11] Los vectores más utilizados en este tipo de vacunas son el virus vaccinia, algunas bacterias lácticas (no patogénicas) de los géneros Lactobacillus y Lactococcus y variedades atenuadas de M. tuberculosis y Salmonella typhi (esta última se utiliza más, dado que se conoce muy bien y sus efectos patogénicos son mucho más suaves). Los principales problemas de este tipo de vacunas son la posibilidad de que la respuesta inmunitaria ante ellas sea insuficiente para dejar memoria en el sistema inmune y la inducción de la producción del antígeno una vez el vector está dentro del organismo (se está estudiando el uso de inductores como la tetraciclina y la aspirina).

- Vacuna de ADN: vacuna de desarrollo reciente, es creada a partir del ADN de un agente infeccioso. Funciona al insertar ADN de bacterias o virus dentro de células humanas o animales. Algunas células del sistema inmunitario reconocen la proteína surgida del ADN extraño y atacan tanto a la propia proteína como a las células afectadas. Dado que estas células viven largo tiempo, si el agente patógeno (el que crea la infección) que normalmente produce esas proteínas es encontrado tras un periodo largo, serán atacadas instantáneamente por el sistema inmunitario. Una ventaja de las vacunas ADN es que son muy fáciles de producir y almacenar. Aunque en 2006 este tipo de vacuna era aún experimental, presenta resultados esperanzadores.

- Vacuna de ARN: se basan en insertar ARN de bacterias o virus dentro de células humanas o animales. La mayor parte de la investigación se centra en vacunas de ARN para enfermedades infecciosas y cáncer.[12][13]

## Desarrollo de la inmunidad
El sistema inmunitario reconoce los agentes de la vacuna como extraños, destruyéndolos y recordándolos. Cuando una versión realmente nociva de la infección llega al organismo, el sistema inmunitario está ya preparado para responder:
1. Neutralizando al agente infeccioso antes de que pueda entrar en las células del organismo; y
2. Reconociendo y destruyendo las células que hayan sido infectadas, antes de que el agente se pueda multiplicar en gran número.

Las vacunas han contribuido a la erradicación de la viruela, una de las enfermedades más contagiosas y mortíferas que ha conocido la humanidad. Otras como la rubéola, la polio, el sarampión, las paperas, la varicela-zóster (virus que puede producir la varicela común y el herpes zóster) y la fiebre tifoidea no son tan comunes como hace un siglo. Dado que la gran mayoría de la gente está vacunada, es muy difícil que surja un brote y se extienda con facilidad. Este fenómeno es conocido como «inmunidad colectiva». La polio, que se transmite sólo entre humanos, ha sido el objetivo de una extensa campaña de erradicación que ha visto restringida la polio endémica, quedando reducida a ciertas partes de tres países (Nigeria, Pakistán y Afganistán). La dificultad de hacer llegar la vacuna a los niños ha provocado que la fecha de la erradicación se haya prolongado hasta la actualidad.
Recientemente (25/08/2020) la OMS (Organización Mundial de la Salud) declaró oficialmente al continente africano "Libre de la Polio". Nigeria, que registraba más de la mitad de los casos del mundo, ha sido el último territorio declarado libre del virus gracias a las campañas de vacunación masivas.

## Origen

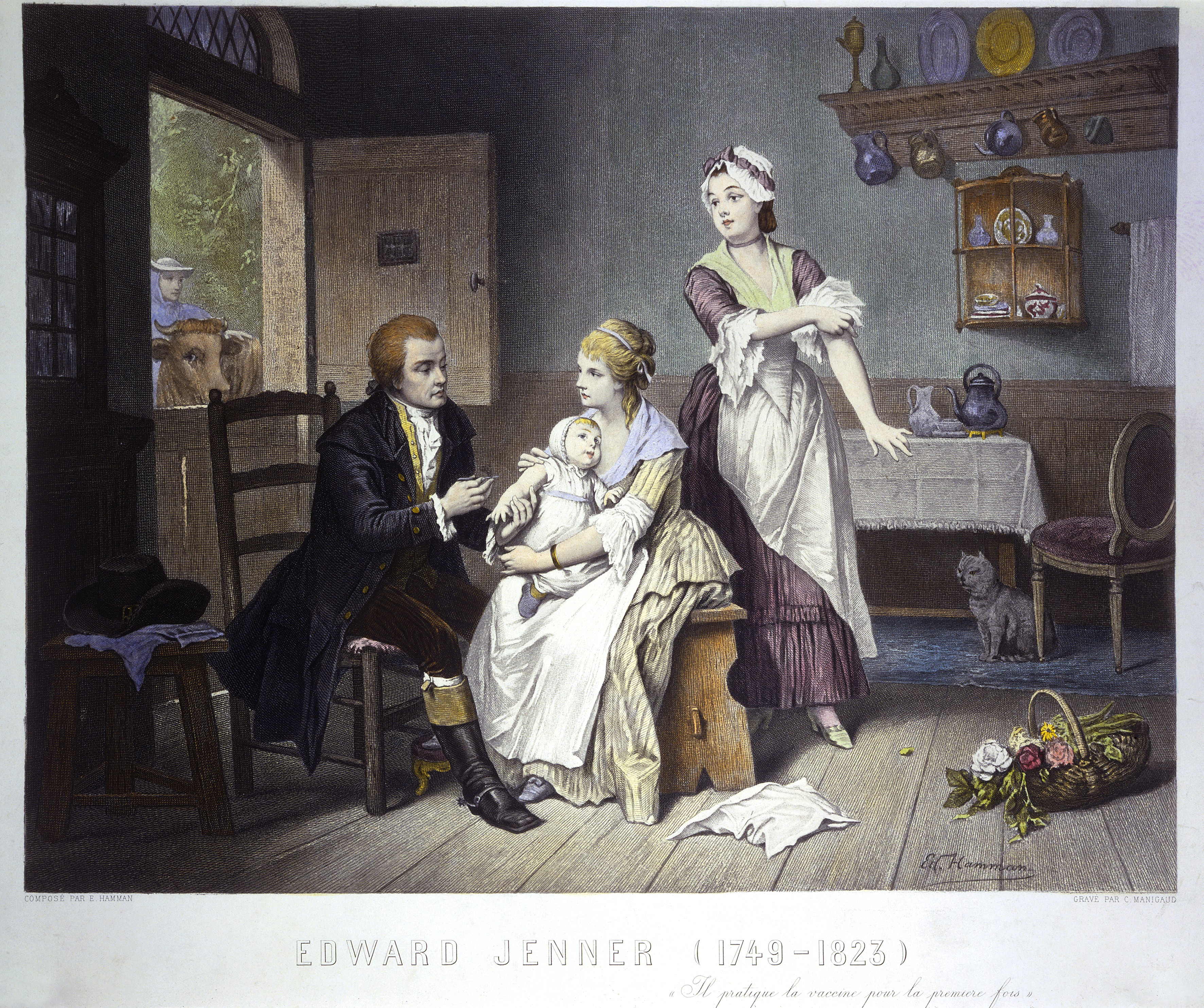
Edward Jenner, el «padre de la inmunología moderna», realizó las primeras inoculaciones, específicamente para prevenir la viruela.

Antes de la introducción de la vacunación con viruela bovina (inmunización hetero típica), la viruela era prevenida por inoculación deliberada de cepas débiles del virus de la viruela humana obtenidas de epidemias con baja mortalidad. Estas inoculaciones desarrollaban la enfermedad con un riesgo de muerte bajo en comparación con las muertes causadas por epidemias de cepas más agresivas, proporcionando inmunidad frente a estas epidemias de viruela. Los primeros indicios de la práctica de la inoculación con viruela se registran en China durante el siglo X, mientras que la primera práctica documentada se remonta al siglo XV. Esta práctica consistía en una insuflación nasal de un polvo constituido por fragmentos de pústulas secas molidas, a fin de lograr la inmunización de pacientes que sufrían tipos leves de viruela. Se registra asimismo el uso de otras técnicas de insuflación en China durante los siglos XVI y XVII.
En 1718, Lady Mary Wortley Montagu informó que los turcos tenían la costumbre de inocularse con pus tomado de enfermos de viruela humana, lo que les enfermaba levemente. Lady Montagu inoculó a sus propios hijos de esta manera.

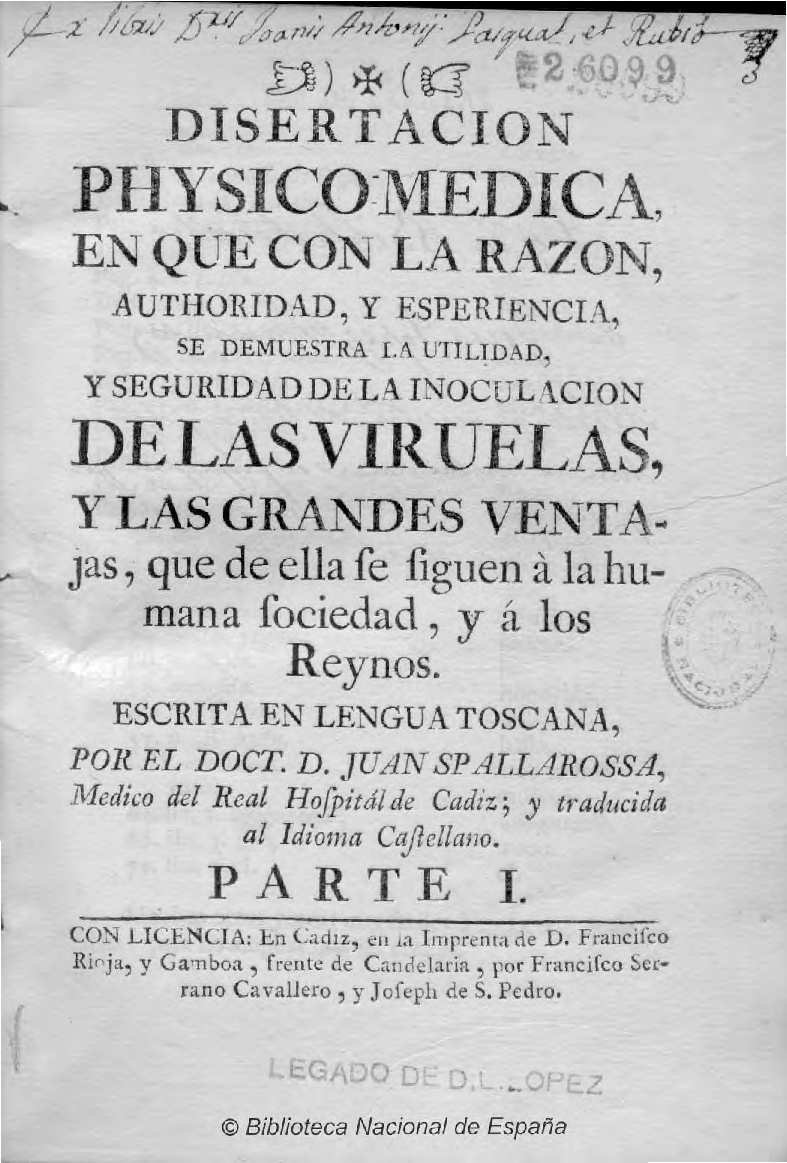
Disertacion physico medica, en que ... se demuestra la utilidad y seguridad de la inoculacion de las viruelas, y las grandes ventajas, que de ella se siguen a la humana sociedad, escrita en lengua toscana por Spallarossa y traduccida al idioma castellano en 1766.

En 1796, durante el momento de mayor extensión del virus de la viruela en Europa, un médico rural de Inglaterra, Edward Jenner, observó que las recolectoras de leche adquirían ocasionalmente una especie de viruela bovina por el contacto continuado con estos animales, y que luego quedaban a salvo de enfermar de viruela común. Efectivamente se ha comprobado que esta viruela bovina es una variante leve de la mortífera viruela «humana». Trabajando sobre este caso de inoculación, Jenner tomó viruela bovina de la mano de la granjera Sarah Nelmes e inoculó este fluido a través de inyección en el brazo de un niño de ocho años, James Phipps. El pequeño mostró síntomas de la infección de viruela bovina. Cuarenta y ocho días más tarde, después de que Phipps se hubiera recuperado completamente de la enfermedad, el doctor Jenner le inyectó al niño una infección de viruela humana, pero esta vez no mostró ningún síntoma o signo de enfermedad. Como la inoculación con la variante bovina era mucho más segura que la inoculación con viruela humana por insuflación, se prohibió esta última en Inglaterra en el año 1840. Desde entonces este procedimiento de vacunación fue extendiéndose por toda Europa y América, aunque no sin alguna oposición de algunos sectores (en el siglo XVIII, un destacado reverendo cristiano de Londres, Edmund Massey, ante los progresos que acabarían desembocando en la vacuna de Jenner, atacó las medidas sanitarias preventivas, porque a su juicio se oponían a los designios de Dios; y estos argumentos se han reproducido incluso modernamente).

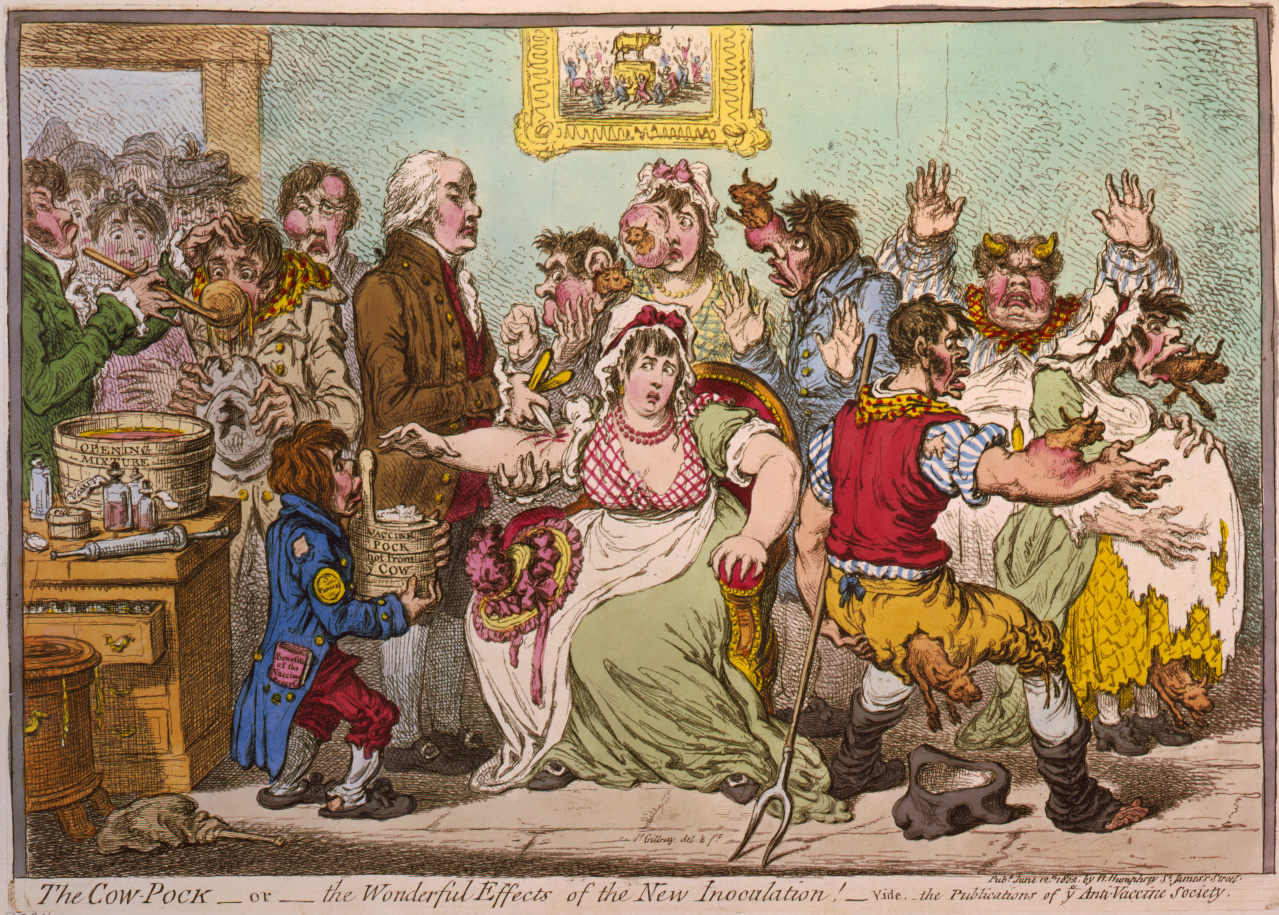
«The Cow-Pock—or—the Wonderful Effects of the New Inoculation!» (1802), viñeta satírica de James Gillray, de las Publications of ye Anti-Vaccine Society, que muestra a Edward Jenner administrando vacunas contra el virus de la viruela bovina en el hospital de San Pancracio. El temor popular era que la vacuna provocaría el crecimiento de «apéndices vacunos» en los pacientes.

La segunda generación de vacunas fue introducida en la década de 1880 por Louis Pasteur, quien desarrolló vacunas para el cólera aviar y el ántrax. Para comprobar la efectividad de la vacuna antiantráxica lleva a cabo un audaz y brillante experimento público en la granja de Pouilly-le-Fort. El desarrollo del experimento fue como sigue:

El 5 de mayo inyecta 24 carneros, 1 chivo y 6 vacas con 58 gotas de un cultivo atenuado de Bacillus anthracis. El 17 de mayo, estos mismos animales fueron inoculados nuevamente con la misma cantidad de un cultivo menos atenuado, o sea más virulento.
El 31 de mayo se realizó la prueba suprema. Se inyectaron con cultivos muy virulentos, todos los animales ya vacunados, y además, 24 carneros, 1 chivo y 4 vacas no vacunados, que sirvieron como grupo testigo a la prueba.
El 2 de junio, una selecta y nutrida concurrencia apreció los resultados, que fueron los siguientes:
Todos los carneros vacunados estaban bien. De los no vacunados, 21 habían muerto ya, 2 más murieron durante la exhibición ante la propia concurrencia y el último al caer de la tarde de ese día. De las vacas, las 6 vacunadas se encontraban bien, mientras que las 4 no vacunadas mostraban todos los síntomas de la enfermedad y una intensa reacción febril.
Louis Pasteur

Al comunicar estos resultados, Pasteur introdujo los términos de vacuna y vacunación, que provienen de la palabra latina vacca. Mediante la elección de dicho término rinde homenaje a Edward Jenner, su ilustre predecesor, quien había sido pionero en esta práctica al inocular el virus de la viruela de la vaca.
Hacia fines del siglo XIX, el desarrollo y la adopción de vacunas se consideraron motivo de orgullo nacional y se aprobaron varias leyes de vacunación obligatoria.
Durante el siglo XX se introdujeron varias vacunas de forma exitosa, incluyendo aquellas contra la difteria, sarampión, parotiditis (papera) y rubeola.

### España y Virreinato de Nueva España

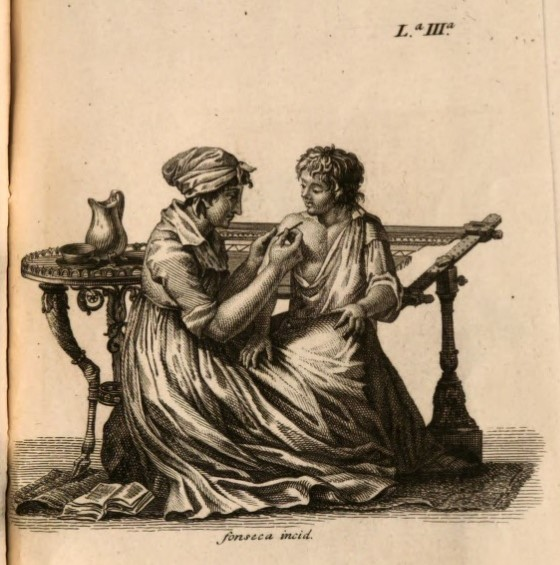
José Fonseca y Mendoza, ilustraciones de Origen y descubrimiento de la vaccina. Traducido del francés... por el doctor don Pedro Hernández... Madrid, 1801.

En España fue el doctor Francisco Piguillem el introductor del método de inoculación vacunal de Jenner. En contacto con François Colon, que en agosto de 1800 aplicó a su propio hijo la primera vacuna suministrada en Francia, obtuvo el virus vacunal con el que el 3 de diciembre de ese mismo año vacunó a cuatro niños en Puigcerdá. En 1801 publicó La vacuna en España, o cartas familiares sobre esta nueva inoculación escritas a la señora **, dedicado a la madre de los pequeños, donde exponía los resultados obtenidos en su práctica clínica y se hacía eco del rápido progreso de la vacunación en España. El mismo año en Madrid el doctor Pedro Hernández publicó traducido del francés un librito titulado Origen y descubrimiento de la vaccina, que dedicó a los padres de familia y párrocos de España, para animarles a aconsejar la vacunación, que él ya había aplicado a dos de sus nietos, y que de este modo llegase al más apartado rincón. La Gaceta de Madrid del 21 de mayo de 1802, con el nuncio de la segunda edición, decía: 

Esta obrita, adornada con 4 estampas alusivas al objeto, se divide en dos partes: la primera trata del origen, descubrimiento y progresos de la vaccina; y la segunda del modo de hacer la inoculación, de las calidades del fluido vaccino, y reglas que se deben observar en su curso, con un apéndice en diálogo, en que se resume lo substancial de la obra, incluyendo observaciones hechas en España, y señaladamente en Madrid, para la mayor inteligencia de los que practiquen la inoculación de la vaccina. Para convencimiento del público se observa que entre los millares de niños inoculados hasta el día, no hay quizá uno que haya fallecido por causa de esta operación, siendo al mismo tiempo tan fácil y sencilla que los mismos padres, madres y amas de cría pueden executarla con toda felicidad sin el auxilio de facultativo, y sin que para ello se necesite preparación ni cuidado particular.

El 30 de noviembre de 1803, la corbeta María Pita, salió de España hacia las Américas, en lo que es conocida como la Real Expedición Filantrópica de la Vacuna. El Rey Carlos IV quiso proteger a la población del Virreinato de Nueva España, y se aprobó usar esta mencionada tecnología de la inoculación con pus de las ampollas del virus de la viruela bovina, el cual provocaría una pequeña enfermedad pero que creaba inmunidad contra la más virulenta viruela humana. La viruela había matado a millones de personas, incluyendo a la querida hija del Rey, hacía una década. Francisco Balmis fue el hombre responsable de la complicada operación. Su solución fue llevar a bordo a 22 niños de un orfanato español. Durante el viaje, la infección fue transmitida de niño a niño, y durante los siguientes cuatro años, el virus fue transportado para inocular a cientos de miles de personas desde Perú a las Filipinas (se usaron huérfanos de México para llevarlo a las Filipinas).

## Cronología
Siglo XVIII
1796: Primera vacuna para viruela.
Siglo XIX

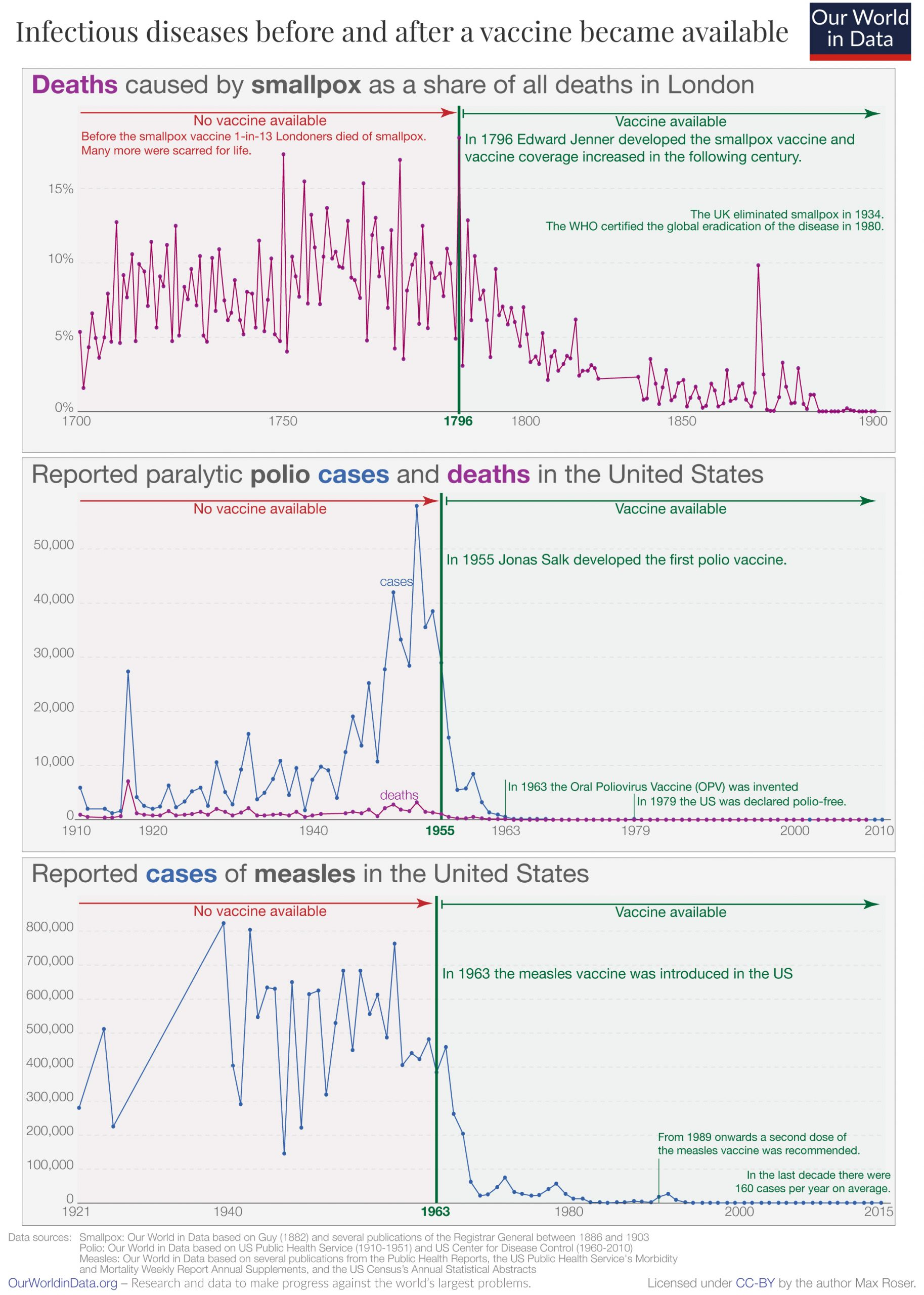
Enfermedades antes y después de la introducción de una vacuna

1879: Primera vacuna para la diarrea crónica intestinal grave.
1881: Primera vacuna para el ántrax.
1884: Primera vacuna para el cólera.
1885: Primera vacuna para la rabia.
1890: Primera vacuna para el tétanos.
1890: Primera vacuna para la difteria.
1897: Primera vacuna para la peste.
Siglo XX
1926: Primera vacuna para tos ferina.
1927: Primera vacuna para la tuberculosis.
1937: Primera vacuna para la fiebre amarilla.
1937: Primera vacuna para el tifus.
1945: Primera vacuna para la gripe.
1952: Primera vacuna para la poliomielitis.
1954: Primera vacuna para la encefalitis japonesa.
1962: Primera vacuna oral para la poliomielitis.
1964: Primera vacuna para el sarampión.
1967: Primera vacuna para la paperas.
1970: Primera vacuna para la rubéola.
1974: Primera vacuna para la varicela.
1977: Primera vacuna para la neumonía (Streptococcus pneumoniae).
1978: Primera vacuna para la meningitis (Neisseria meningitidis).
1981: Primera vacuna para la hepatitis B.
1985: Primera vacuna para Haemophilus influenzae tipo b (HiB).
1992: Primera vacuna para la hepatitis A.
1998: Primera vacuna para la enfermedad de Lyme.
Siglo XXI
2005: Primera vacuna para el virus del papiloma humano (principal factor de riesgo del cáncer de cérvix).
2009: Posible vacuna contra la hepatitis C, primera vacuna contra la gripe A (H1N1).
2015: Primera vacuna comprobada contra el virus del ébola.
2020: Primera vacuna para la COVID-19 aprobada, que también es la primera vacuna de ARN en ser aprobada (BNT162b2).

## Calendario de vacunaciones
En cada país se recomienda que los niños sean vacunados tan pronto su sistema inmunitario sea capaz de responder a la inmunización artificial, con las dosis de refuerzo posteriores que sean necesarias, para conseguir la mejor protección sanitaria. Además, también existen unas recomendaciones internacionales de la Organización Mundial de la Salud (OMS).
Al margen del calendario de vacunaciones infantiles y de situaciones de viaje, algunas vacunas son recomendadas durante toda la vida (dosis de recuerdo) como el tétanos, gripe, neumonía, etc. Las mujeres embarazadas son a menudo examinadas para comprobar su resistencia a la rubéola. Para las personas de edad avanzada se recomiendan especialmente las vacunas contra la neumonía y la gripe, enfermedades que a partir de cierta edad son aún más peligrosas.

## Cadena de frío
La cadena de frío debe ser utilizada en el suministro de vacunas, hasta  lugares distantes en climas cálidos, atendidos por redes de transporte poco desarrolladas. 
La interrupción de una cadena de frío produce consecuencias similares a los históricos brotes de viruela en Filipinas durante la guerra hispanoamericana, durante la cual las vacunas distribuidas quedaron inertes por falta de control de temperatura en el transporte.
Para las vacunas en particular, existen diferentes tipos de cadenas de frío en 2020.  Existe una cadena de frío ultrabaja o ultracongelada para las vacunas que requieren -70 °C. Las vacunas contra el Ébola y contra la COVID-19 requieren este nivel, al igual que algunas vacunas para animales, como las de pollos.
El siguiente escalón, es la cadena congelada requiere -20 °C. Las vacunas contra la varicela y el herpes zóster requieren este nivel de frío.
El escalón más bajo, la cadena refrigerada, requiere temperaturas entre dos y ocho (2-8) grados centígrados. La mayoría de las vacunas contra la gripe solo requieren refrigeración.
En 2020, durante la pandemia de COVID-19, las vacunas que se desarrollaron  necesitaban temperaturas de almacenamiento y transporte  ultrafrías tan bajas como −70 grados Celsius (−94 °F), requiriendo lo que se ha denominado una infraestructura de "cadena más fría". Esto creó problemas de distribución de la vacuna Pfizer. Se estimaba a diciembre de 2020, que solo de 25 a 30 países en el mundo, tenían la infraestructura para la cadena de frío  ultrafrío requerida.

## Vacunas y economía
La economía es uno de los mayores retos de las vacunas. Muchas de las enfermedades que más demandan una vacuna incluyendo el sida, la malaria o la tuberculosis afectan a la población de países pobres. Por diversas razones, entre ellas las bajas expectativas de beneficios las empresas farmacéuticas y compañías de biotecnología no se sienten motivadas a desarrollarlas o ponerlas a disposición de estos países. Aunque el número de vacunas realmente administradas ha aumentado en las últimas décadas, especialmente aquellas suministradas a los niños en los primeros años de vida, esto se debe más a medidas gubernamentales que a incentivos económicos. La mayoría del desarrollo de vacunas hasta la fecha se ha debido a impulsos de gobiernos y ONG, agencias internacionales, universidades, etc.
Muchos investigadores y políticos hacen un llamamiento para unir y motivar dicha industria, usando mecanismos de presión como los precios, impuestos o compromisos empresariales que puedan asegurar la retribución a las empresas que exitosamente consigan una vacuna contra el VIH (causante del sida).

## Vacunas y tiomersal
El tiomersal (tiomersal o timerosal) es un agente antiséptico y antifúngico derivado del mercurio que ha sido usado como conservante en vacunas desde la década de 1930. Aunque actualmente la mayoría de las vacunas usadas en Estados Unidos y Europa ya no usan tiomersal, diversos movimientos antivacunas achacan a este compuesto un supuesto aumento de trastornos del desarrollo como retrasos en el lenguaje, autismo e hiperactividad. El principal trabajo científico que apoyaba un vínculo entre la vacuna triple vírica y el autismo y enfermedades gastroentestinales desató una gran controversia. En 2010, una investigación del Consejo Médico General del Reino Unido determinó que el autor de dicho estudio, Andrew Wakefield, había violado protocolos éticos, no informó de serios conflictos de intereses y falsificó datos. El Consejo decidió suspenderlo del ejercicio de la práctica médica en el Reino Unido.
A la vista de dicho informe, la revista The Lancet decidió retractarse y retirar el artículo de Wakefield.
Durante el desarrollo de la controversia, algunos estamentos médicos oficiales estadounidenses y europeos aconsejaron una reducción del uso de tiomersal en vacunas infantiles como respuesta a la creciente preocupación de algunos padres a pesar de reconocer que no existen evidencias de que sea responsable de ningún trastorno.
No obstante, tras examinar el perfil actual del tiomersal, el Comité Consultivo Mundial sobre Seguridad de las Vacunas concluyó que no hay evidencia de toxicidad por mercurio en lactantes, niños o adultos expuestos al tiomersal en las vacunas. Aunque algunas autoridades nacionales de salud pública están tratando de sustituir las vacunas que lo contienen en respuesta a miedos populares, no existe evidencia científica contrastada de toxicidad derivada del tiomersal.

## Movimiento antivacunas
En 2019, la Organización Mundial de la Salud catalogó a los movimientos antivacunas como una de las principales amenazas a la salud mundial.
En el continente americano, el sarampión fue eliminado en 2002. En mayo de 2011 hubo un brote de sarampión en Francia. Como ya no se veían casos de sarampión, la gente pensó que no había necesidad de inmunizar a sus niños. El alto número de casos se debió a un exceso de confianza.

## Desarrollo de una vacuna
Crear una vacuna para su aplicación sobre la población es un proceso que dura varios años, y en occidente se normalizaron (mediante protocolo) las formas de crear, probar y regular vacunas en el siglo XX.
| Etapa                        | Etapa                        | | Duración                  |
| ---------------------------- | ---------------------------- | --- | ------------------------- |
| Exploración                  | Exploración                  | Se identifican antígenos que puedan ser útiles para prevenir o tratar una enfermedad, que pueden ser virus, bacterias debilitados o toxinas bacterianas.                             | Suele durar varios años.  |
| Preclínica                   | Preclínica                   | Se cultivan tejidos o células y se hace experimentación con animales, habitualmente ratones o primates no humanos, para evaluar cuestiones de seguridad y eficacia.                  | Suele durar un año o más. |
| Ensayos en humanos           | Primer grupo reducido        | Menos de un centenar de personas, normalmente sólo adultas. Se busca confirmar la seguridad, identificar efectos secundarios y establecer la dosis adecuada.                         |                           |
| Ensayos en humanos           | Grupo medio                  | Varios centenares de personas. Se evalúan los efectos secundarios y se confirman los parámetros explorados antes. Se incluye diversidad de personas, incluyendo un grupo de placebo. |                           |
| Ensayos en humanos           | Gran grupo                   | Varios miles de personas. Pruebas aleatorias y también con pruebas con placebo. |                           |
| Mayor seguridad y otros usos | Mayor seguridad y otros usos | Algunas compañías realizan estudios posteriores a su aprobación, para seguir comprobando cuestiones de seguridad, eficacia y otros posibles usos de la misma vacuna.                 |                           |

## Aprobación
En el mundo las agencias gubernamentales se encargan de otorgar autorizaciones de nuevas vacunas.
La Agencia Europea de Medicamentos se encarga desde 1993 de la evaluación de las solicitudes de autorización de comercialización de medicamentos en la Asociación Europea de Libre Comercio y su supervisión.
La Administración de Medicamentos y Alimentos (Food and Drug Administration, FDA) es la agencia del gobierno de los Estados Unidos responsable de la regulación.